# Solitudo sicula
Solitudo sicula (лат.) — вид вымерших крупных сухопутных черепах, обитавших в позднем плейстоцене, примерно 12,5 тысяч лет назад, на острове Сицилия в Средиземном море.
Во время археологических исследований, проводившихся в пещере Зуббио-ди-Коццо-Сан-Пьетро (Zubbio di Cozzo San Pietro) в Багерии на севере острова Сицилия, были найдены несколько элементов скелета крупной черепахи в погребальной зоне, относящейся к медному/бронзовому веку. Радиоуглеродный анализ показал, что эта черепаха жила около 12,5 ± 0,5 тыс. лет назад, то есть задолго до того, как в пещере проводились погребальные мероприятия. Морфология обнаруженных элементов скелета отличается от морфологии балканской черепахи (Testudo hermanni), единственной местной черепахи, обитающей в настоящее время на Сицилии. Длина панциря этой черепахи предположительно была 50—60 см, что значительно превышает размеры современной Testudo hermanni и вообще всех видов рода Testudo, а также их известных окаменелостей. Неоднократные попытки получить последовательности ДНК черепахи из Зуббио-ди-Коццо-Сан-Пьетро не увенчались успехом, но была обнаружена её очень хорошо сохранившаяся бедренная кость, что позволило сравнить морфологические характеристики этой черепахи со всеми живыми и ископаемыми черепахами Средиземноморского бассейна. Морфология этой бедренной кости оказалась настолько особенной, что, несмотря на столь скудные данные, позволила на их основании выделить обнаруженную черепаху в новый вид и даже в новый род. Они относятся к до сих пор неопределённой кладе, в которую входят другие крупные черепахи со средиземноморских островов, таких как Мальта и Менорка. По мнению учёных, эта черепаха является геологически самой молодой крупной черепахой Средиземноморья.
До этой находки считалось, что вымирание гигантских черепах в континентальной Европе произошло 2 миллиона лет назад, а на островах Средиземноморья — около 200 тысяч лет назад. Считается, что последние гигантские черепахи на испанских островах Форментера исчезли 195 тысяч лет назад.